# Chlorid niobičitý
Chlorid niobičitý je anorganická sloučenina s chemickým vzorcem NbCl4.

## Příprava
Chlorid niobičitý se obvykle připravuje redukcí krystalického chloridu niobičného kovovým niobem. Reakce probíhá po dobu několika dní, kdy kov se přitom udržuje při teplotě okolo 400 °C a sůl při teplotě kolem 250 °C.
4 NbCl5 + Nb → 5 NbCl4
Chlorid niobičitý lze také připravit redukcí chloridu niobičného pomocí práškového hliníku:
3 NbCl5 + Al → 3 NbCl4 + AlCl3
Podobný postup se používá i při syntéze bromidu tantaličitého nebo bromidu niobičitého. Jodid niobičitý je možné připravit tepelným rozkladem jodidu niobičného.
Při teplotě 400 °C dochází k disproporcionaci chloridu niobičitého:
2 NbCl4 → NbCl3 + NbCl5

## Vlastnosti
Chlorid niobičitý tvoří černofialové krystaly ve tvaru jehliček. Je diamagnetický, velmi citlivý na vzduch a rozpustný ve malém množství vody nebo ve zředěné kyselině chlorovodíkové za vzniku tmavě modrého zabarvení. Krystalizuje v jednoklonné soustavě s prostorovou grupou C2/m (číslo 12) a parametry mřížky a = 1232 pm, b = 682 pm, c = 821 pm, β = 134°. Sloučenina se vyskytuje ve formě oktaedrů NbCl2Cl4/2.